# Världsmästerskapen i skidskytte 2023
Världsmästerskapen i skidskytte 2023 arrangerades mellan den 8 och 19 februari 2023 i Oberhof i Tyskland.
Mästerskapen omfattade tolv tävlingar i skidskytte: sprint, jaktstart, masstart, distans och stafett för damer respektive herrar, samt mix- och singelmixstafett.
På grund av Rysslands invasion av Ukraina meddelade Internationella skidskytteförbundet den 16 september 2022 att Ryssland och Belarus stängs av från världsmästerskapen.

## Tävlingsprogram
Alla tider är lokala (UTC+1).
| Datum       | Tid (UTC+1) | Damer                            | Herrar                           |
| ----------- | ----------- | -------------------------------- | -------------------------------- |
| 8 februari  | 14:45       | Mixstafett (4 × 6 km)            | Mixstafett (4 × 6 km)            |
| 10 februari | 14:30       | Sprint (7,5 km)                  |                                  |
| 11 februari | 14:30       |                                  | Sprint (10 km)                   |
| 12 februari | 13:25       | Jaktstart (10 km)                |                                  |
| 12 februari | 15:30       |                                  | Jaktstart (12,5 km)              |
| 14 februari | 14:30       |                                  | Distans (20 km)                  |
| 15 februari | 14:30       | Distans (15 km)                  |                                  |
| 16 februari | 15:10       | Singelmixstafett (6 km + 7,5 km) | Singelmixstafett (6 km + 7,5 km) |
| 18 februari | 11:45       |                                  | Stafett (4 × 7,5 km)             |
| 18 februari | 15:00       | Stafett (4 × 6 km)               |                                  |
| 19 februari | 12:30       |                                  | Masstart (15 km)                 |
| 19 februari | 15:15       | Masstart (12,5 km)               |                                  |

## Medaljöversikt och resultat

### Damer
| Tävling                     | Guld                                                                     | Guld            | Silver                                                                      | Silver      | Brons                                                        | Brons        |
| --------------------------- | ------------------------------------------------------------------------ | --------------- | --------------------------------------------------------------------------- | ----------- | ------------------------------------------------------------ | ------------ |
| Sprint (7,5 km) detaljer    | Denise Herrmann-Wick Tyskland                                            | 21.19,7 (0)     | Hanna Öberg Sverige                                                         | +2,2 (0)    | Linn Persson Sverige                                         | +26,2 (0)    |
| Jaktstart (10 km) detaljer  | Julia Simon Frankrike                                                    | 32.00,8 (1)     | Denise Herrmann-Wick Tyskland                                               | +27,0 (4)   | Marte Olsbu Røiseland Norge                                  | +37,7 (3)    |
| Distans (15 km) detaljer    | Hanna Öberg Sverige                                                      | 43.36,1 (1)     | Linn Persson Sverige                                                        | +10,3 (0)   | Lisa Vittozzi Italien                                        | +28,0 (1)    |
| Masstart (12,5 km) detaljer | Hanna Öberg Sverige                                                      | 36.48,0 (2)     | Ingrid Landmark Tandrevold Norge                                            | +4.8 (1)    | Julia Simon Frankrike                                        | +20,8 (3)    |
| Stafett (4 × 6 km) detaljer | Italien Samuela Comola Dorothea Wierer Hannah Auchentaller Lisa Vittozzi | 1:14.39,7 (0+2) | Tyskland Vanessa Voigt Hanna Kebinger Sophia Schneider Denise Herrmann-Wick | +24,7 (0+6) | Sverige Linn Persson Anna Magnusson Elvira Öberg Hanna Öberg | +55,7 (2+11) |

### Herrar
| Tävling                       | Guld                                                                               | Guld            | Silver                                                                              | Silver       | Brons                                                                     | Brons          |
| ----------------------------- | ---------------------------------------------------------------------------------- | --------------- | ----------------------------------------------------------------------------------- | ------------ | ------------------------------------------------------------------------- | -------------- |
| Sprint (10 km) detaljer       | Johannes Thingnes Bø Norge                                                         | 23.21,7 (1)     | Tarjei Bø Norge                                                                     | +14,8 (0)    | Sturla Holm Lægreid Norge                                                 | +39,9 (1)      |
| Jaktstart (12,5 km) detaljer  | Johannes Thingnes Bø Norge                                                         | 33.34,5 (0)     | Sturla Holm Lægreid Norge                                                           | +1.11,2 (0)  | Sebastian Samuelsson Sverige                                              | +1.54,1 (2)    |
| Distans (20 km) detaljer      | Johannes Thingnes Bø Norge                                                         | 49.57,5 (2)     | Sturla Holm Lægreid Norge                                                           | +1.10,7 (1)  | Sebastian Samuelsson Sverige                                              | +1.11,1 (1)    |
| Masstart (15 km) detaljer     | Sebastian Samuelsson Sverige                                                       | 36.42,8 (0)     | Martin Ponsiluoma Sverige                                                           | +9,6 (2)     | Johannes Thingnes Bø Norge                                                | +38,8 (3)      |
| Stafett (4 × 7,5 km) detaljer | Frankrike Antonin Guigonnat Fabien Claude Émilien Jacquelin Quentin Fillon Maillet | 1:21.48,8 (1+9) | Norge Vetle Sjåstad Christiansen Tarjei Bø Sturla Holm Lægreid Johannes Thingnes Bø | +38,8 (2+14) | Sverige Peppe Femling Martin Ponsiluoma Jesper Nelin Sebastian Samuelsson | +1.39,9 (1+13) |

### Mixade lag
| Tävling                          | Guld                                                                                            | Guld            | Silver                                                               | Silver      | Brons                                                                                  | Brons       |
| -------------------------------- | ----------------------------------------------------------------------------------------------- | --------------- | -------------------------------------------------------------------- | ----------- | -------------------------------------------------------------------------------------- | ----------- |
| Mixedstafett (4 × 6 km) detaljer | Norge Ingrid Landmark Tandrevold Marte Olsbu Røiseland Sturla Holm Lægreid Johannes Thingnes Bø | 1:04.41,9 (1+9) | Italien Lisa Vittozzi Dorothea Wierer Didier Bionaz Tommaso Giacomel | +11,6 (0+6) | Frankrike Julia Simon Anaïs Chevalier-Bouchet Émilien Jacquelin Quentin Fillon Maillet | +55,9 (0+9) |
| Singelmixedstafett detaljer      | Norge Marte Olsbu Røiseland Johannes Thingnes Bø                                                | 35.37,1 (1+6)   | Österrike Lisa Hauser David Komatz                                   | +13,8 (0+6) | Italien Lisa Vittozzi Tommaso Giacomel                                                 | +51,0 (2+9) |

## Medaljliga
| Pl.                   | Nation                | Guld | Silver | Brons | Totalt |
| --------------------- | --------------------- | ---- | ------ | ----- | ------ |
| 1                     | Norge                 | 5    | 5      | 3     | 13     |
| 2                     | Sverige               | 3    | 3      | 5     | 11     |
| 3                     | Frankrike             | 2    | 0      | 2     | 4      |
| 4                     | Tyskland              | 1    | 2      | 0     | 3      |
| 5                     | Italien               | 1    | 1      | 2     | 4      |
| 6                     | Österrike             | 0    | 1      | 0     | 1      |
| Totalt antal medaljer | Totalt antal medaljer | 12   | 12     | 12    | 36     |